# فرانز فوونكل
فرانز فوونكل (بالألمانية: Franz Vohwinkel)‏ هو رسام توضيحي ألماني، ولد في 11 نوفمبر 1964 في ميونخ في ألمانيا.